# محمد الباقر

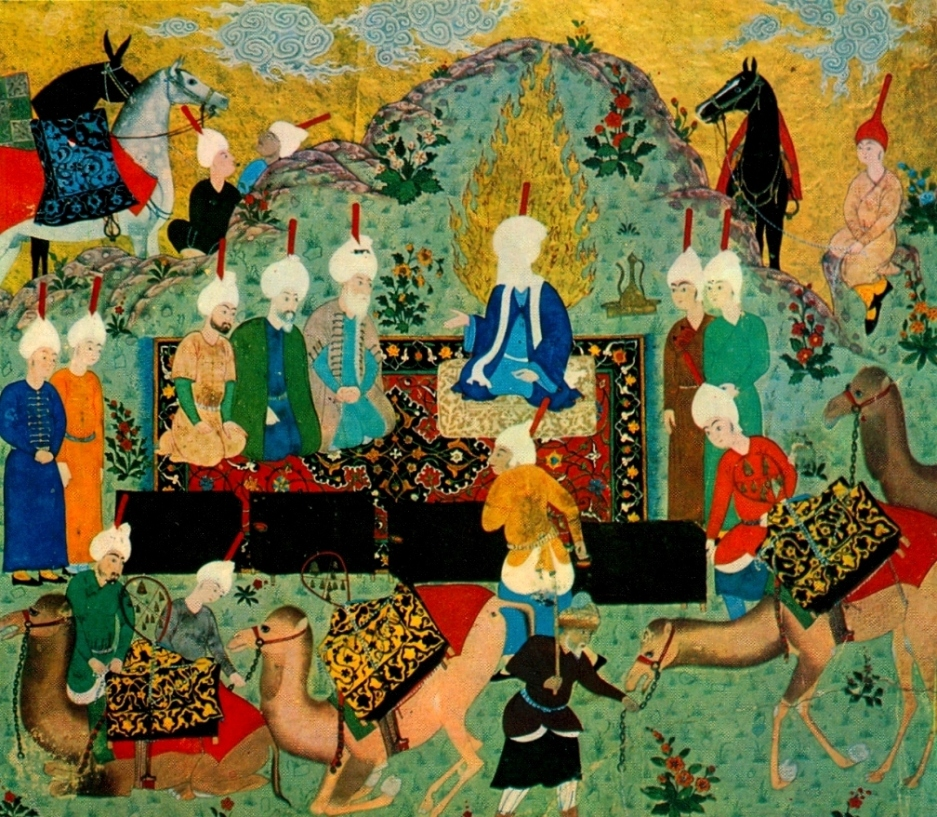
رسم يُظهرُ وفداً من تجَّار خراسان في زيارة إلى الإمام الباقر (في الوسط).

أَبُو جَعْفَرِِ مُحَمَّدُ بْنُ عَلِيِّ بْنُ ٱلْحُسَيْنِ بْنِ عَلِيِّ بْنِ أَبِي طَالِبٍ، ٱلْهَاشِمِيُّ، ٱلْعَلَوِيُّ ، ٱلْمَدَنِيُّ، ٱلْقُرَشِيُّ، الْبَاقِرِ (ولد يوم 1 رجب 57 هـ في المدينة المنورة - وتوفّي فيها في 7 ذو الحجة 114 هـ) (13 مايو 677 م - 1 فبراير 733 م) الإمام الخامس عند الشيعة الإمامية (الإثنا عشرية) و(الإسماعيليين) ومن المعصومين وأهل البيت في اعتقاد الشيعة. والده علي بن الحسين بن علي بن أبي طالب رابع الأئمة عند الشيعة وأمه فاطمة بنت الحسن بن علي بن أبي طالب.
لقب بالباقِر لبَقرهِ العلوم بقرًا (أي أظهر العلم إظهاراً) لما روي عن جابر بن عبد الله الأنصاري عن رسول الله أنّه قال: «يا جابر إنّك ستعيش حتى تدرك رجلًا من أولادي اسمه اسمي، يبقِرُ العلم بقرًا.» أو لأنّه تبقّر في العلم، أي توسّع.
فهو من فحول علماء الإسلام، حدث عن أبيه علي بن الحسين السجّاد، له عدة أحاديث في الصحيحين وهما من كتب الحديث عند أهل السنة، وكان من الآخذين عنه أبو حنيفة وابن جريج والأوزاعي والزهري وغيرهم، قال محمد بن مسلم: سألته عن ثلاثين ألف حديث، وقد روى عنه معالم الدين بقايا الصحابة، ووجوه التابعين، ورؤساء فقهاء المسلمين.

## نسبه
هو:  محمد بن علي بن الحسين بن علي بن أبي طالب بن عبد المطلب بن هاشم بن عبد مناف بن قصي بن كلاب بن مرة بن كعب بن لؤي بن غالب بن فهر بن مالك بن النضر جد قريش بن كنانة بن خزيمة بن مدركة بن إلياس بن مضر بن نزار بن معد بن عدنان. 
وأمه: فاطمة بنت الحسن بن علي بن أبي طالب بن عبد المطلب بن هاشم بن عبد مناف بن قصي بن كلاب بن مرة بن كعب بن لؤي بن غالب بن فهر بن مالك بن النضر جد قريش بن كنانة بن خزيمة بن مدركة بن إلياس بن مضر بن نزار بن معد بن عدنان. وهي تكنّى أمّ عبد الله وكانت من سيدات نساء بني هاشم، ويقول فيها جعفر الصادق: «كانت صدّيقة لم تدرك في آل الحسن مثلها». فيقول العلامة محسن الأمين أنّ محمّد الباقر هاشميّ من هاشميين وعلويّ من علويين فاطميّ من فاطميين، لأنّه أوّل من اجتمعت له ولادة الحسن والحسين.

## ولادته ونشأته
ولد محمّد الباقر في المدينة المنورة يوم الجمعة بتاريخ 13 مايو سنة 677مـ الموافق فيه 1 رجب سنة 57 هـ، وقيل الثالث من صفر في نفس السنة. كانت بدايات نشأته مع واقعة الطف وسبي نساء أهل البيت بعد الواقعة، وكان في سنّ الرابعة آنذاك ، كما شهد خلال حياته فصولا مهمّة أُخرى كوقعة الحرّة بأهل المدينة، وغزو مكة المكرمة، وعاصر فترة نشوء الثورات والحركات المعارضة للدولة الأموية كثورة المدينة المنورة، وثورة ابن الزبير، وثورة المختار الثقفي، وثورة القرّاء، وثورة التوّابين، وثورة ابن الأشعث، وبدايات تحرّك زيد بن علي، وتباشير الدعوة العباسية.
أفاد عدد من المصادر الشيعية أنّ جدّه النّبي محمّد تنبّأ بولادة محمّد الباقر وسمّاه بمحمّد، فقد جاء في الحديث عن جابر بن عبد الله الأنصاري: «كنت مع رسول الله والحسين في حجره وهو يلاعبُه. فقال يا جابر يُولَد لابنى الحسين ابن يقال له علىّ. إذا كان يوم القيامة نادى مناد ليقم سيد العابدين، فيقوم علي بن الحسين. ويُولَد لعلىٍّ ابنٌ يُقال له محمّد. يا جابر فإن رأيته فاقرأه منّى السّلام.» وأنَّ النّبي هو من كنّاه بالباقر، كما جاء في الحديث أن رسول الله قال ذات يوم لجابر بن عبد الله الانصاري: «يا جابر، إنّك ستبقى حتّى تلقى ولدي محمد بن علي بن الحسين بن علي بن أبي طالب، المعروف في التوراة بالباقر. فإذا لقيته فأقرئه منّي السلام.»
قد وصفه معاصروه بأنّ شمائله كشَمائل رسول الله وأنّه مربوع القامة، جعد الشّعر، أسمر، له خال على خده وخال أحمر في جسده، ضامر الكشح، حسن الصوت ومطرق الرأس. وروي أنّه كان على جبهته وأنفه أثر السجود، وكان يختضب بالحناء والكتم، ويأخذ عارضيه ويبطن لحيته وكان يلبس جبّة خزّ ومطرف خزّ، ويرسل عمامته خلفه وكان نقش خاتمه «العزة لله». ويقول الصّدوق أنّه كان يتختم بخاتم جدّه الإمام الحسين وكان نقشه «إنّ الله بالغ أمره».
نشأ الإمام الباقر في بيت الرسالة وعاش مع جدّه الحسين بن علي أربع سنين ومع أبيه تسعًا وثلاثين سنة وقد لازمه وصاحبه طيلة هذه المدة فلم يفارقه وقد تأثّر بهديه وعلمه وتقواه وورعه وزهده وشدة انقطاعه وإقباله على الله. وكان جده وأبوه يعلّمانه ما استقر في نفسيهما من الخير والهدى، والسّلوك النير والاتجاه السليم. ويقول المفيد أنّه كان من بين إخوته خليفة أبيه ووصيّه والقائم بالإمامة -بالمعنى الشيعي- من بعده، وبرز على جماعتهم بالفضل في العلم والزهد، والسؤدد، وكان أنبههم ذكرًا وأجلّهم في العامة والخاصة وأعظمهم قدرًا ولم يظهر عن أحد عن ولد الحسن والحسين من علم الدين والآثار والسّنة وعلم القرآن والسيرة وفنون الآداب ما ظهر عن أبي جعفر. وروى عنه معالم الدين بقايا الصحابة ووجوه التابعين ورؤساء الفقهاء المسلمين وكتبوا عنه تفسير القرآن.

## زوجاته
كان لدى الإمام الباقر من الزوجات اثنتان وهما:
1. أم فروة بنت القاسم بن محمد بن أبي بكر بن أبي قحافة عثمان بن عامر بن عمرو بن كعب بن سعد بن تيم بن مرة بن كعب بن لؤي بن غالب بن فهر بن مالك بن قريش بن كنانة بن خزيمة بن مدركة بن إلياس بن مضر بن نزار بن معد بن عدنان. وقيل إن اسمها فاطمة، وأُمّ فروة كنيتها وهي أُمّ الإمام جعفر الصادق وعبد اللّه. وكانت من ذوات الإيمان والتقوى والعمل الصالح.[26] وقال الإمام جعفر الصادق: «كانت أُمّي ممن آمنت واتّقت وأحسنت، واللّه يحبّ المحسنين[27]».
2. أم حكيم بنت أسيد بن المغيرة بن الأخنس بن شريق الثقفية. وهي أُمّ إبراهيم وعبيد اللّه.[28]

## أولاده
1. جعفر الصادق
2. عبد الله
3. إبراهيم
4. عبيد الله
5. علي
6. زينب
7. أم سلمة

## علمه
كان زاهداً عابداً وقد بلغ من العلم درجةً عاليةً سامية، حتى إن كثيراً من العلماء كانوا يرون في أنفسهم فضلاً وتحصيلاً، فإذا جلسوا إليه أحسُّوا أنهم عِيالٌ عليه، وتلاميذٌ بين يديه، ولذلك لُقِّب بالباقر: من بَقَر العلم أي شَقَّه، واستخرج خفاياه، وقد كان إلى جانب علمه من العاملين بعلمهم؛ فكان عفَّ اللسان، طاهرَ.
اقرأ هذه المناظرة للامام سلام الله عليه مع النصراني
عن عمرو بن عبد الله الثقفي قال أخرج هشام بن عبد الملك أبا جعفر محمد بن علي عليهما السلام من المدينة إلى الشام، وكان ينزله معه، فكان يقعد مع الناس في مجالسهم، فبينما هو قاعد وعنده جماعة من الناس يسألونه إذ نظر إلى النصارى يدخلون في جبل هناك فقال : ما لهؤلاء القوم ؟ ألهم عيد اليوم ؟ قالوا لا يا ابن رسول الله، ولكنهم يأتون عالما لهم في هذا الجبل في كل سنة في هذا اليوم فيخرجونه ويسألونه عما يريدون وعما يكون في عامهم، قال أبوجعفر : وله علم ؟ فقالوا : من أعلم الناس، قد أدرك أصحاب الحواريين من أصحاب عيسى، قال : فهلم أن نذهب إليه، فقالوا : ذلك إليك يا ابن رسول الله، قال فقنع أبوجعفر رأسه بثوبه ومضى هو وأصحابه فاختلطوا بالناس حتى أتوا الجبل، قال : فقعد أبوجعفر وسط النصارى هو وأصحابه، فأخرج النصارى بساطا ثم وضعوا الوسائد، ثم دخلوا فأخرجوا ثم ربطوا عينيه فقلب عينيه كأنهما عينا أفعي، ثم قصد نحو أبي جعفر فقال له أمنا أنت أو من الأمة المرحومة ؟ فقال أبوجعفر : من الأمة المرحومة، قال : أفمن علمائهم أنت أو من جهالهم ؟ قال : لست من جهالهم، قال النصراني أسألك أو تسألني ؟ قال أبوجعفر : سلني فقال : يا معشر النصارى رجل من أمة محمد يقول : سلني ! إن هذا لعالم بالمسائل.
ثم قال : يا عبد الله أخبرني عن ساعة ماهي من الليل ولا هي من النهار أي ساعة هي ؟ قال أبوجعفر : ما بين طلوع الفجر إلى طلوع الشمس، قال النصراني : فإذا لم يكن من ساعات الليل ولا من ساعات النهار فمن أي الساعات هي ؟ فقال أبوجعفر : من ساعات الجنة وفيها تفيق مرضانا، فقال النصراني : أصبت، فأسألك أو تسألني ؟ قال أبوجعفر : سلني، قال : يا معاشر النصارى إن هذا لملي بالمسائل أخبرني عن أهل الجنة كيف صاروا يأكلون ولا يتغوطون أعطني مثله في الدنيا، فقال أبوجعفر : هو هذا الجنين في بطن امه يأكل مما تأكل امه ولا يتغوط، قال النصراني : أصبت، ألم تقل : ما أنا من علمائهم ؟ قال أبوجعفر : إنما قلت لك : ما أنا من جهالهم، قال النصراني : فأسألك أو تسألني ؟ قال : يا معشر النصارى والله لاسألنه يرتطم فيها كمايرتطم الحمار في الوحل، فقال : اسأل، قال : أخبرني عن رجل دنا من امرأته فحملت بابنين جميعا، حملتمها في ساعة واحدة وما تا في ساعة واحدة، ودفنا في ساعة واحدة في قبر واحد، فعاش أحدهما خمسين ومائة سنة، وعاش الآخر خمسين سنة، من هما ؟ قال أبوجعفر هما عزير وعزره، كان حمل امهما ما وصفت، ووضعتهما على ما وصفت، وعاش عزره وعزير، فعاش عزره وعزير ثلاثين سنة، ثم أمات الله عزيرا مائة سنة وبقي عزره يحيا، ثم بعث الله عزيرا فعاش مع عزره عشرين سنة.
قال النصراني يا معشر النصارى ما رأيت أحدا قط أعلم من هذا الرجل، لا تسألوني عن حرف وهذا بالشام، ردوني، فردوه إلى كهفه ورجع النصارى مع أبي جعفر ---نقلها إبراهيم العامري

## الباقر
لقب محمد بن علي بالباقر وتعني «المتوسع بالعلم». وكان الرسول محمد هو من لقبه [وفقًا لِمَن؟] بهذا اللقب قبل حتى ان يولد فترد الأحاديث في ذكر ذلك كالتالي:
- عن عمرو بن شمر قال: سألت جابر بن يزيد الجعفي فقلت له لم سمي الباقر باقرا؟ قال: لانه بقر العلم بقرا - أي شقه شقا واظهره إظهارا ولقد حدثني جابر بن عبد الله الأنصاري انه سمع رسول الله صلى الله عليه وآله يقول: يا جابر إنك ستبقى حتى تلقى ولدي محمد بن علي بن الحسين بن علي بن أبي طالب المعروف في التوراة بباقر فاذا لقيته فاقرأه مني السلام، فلقيه جابر بن عبد الله الأنصاري في بعض سكك المدينة فقال له ياغلام من أنت؟ قال: انا محمد بن علي بن الحسين ابن علي بن أبي طالب، قال له جابر يابني إقبل فاقبل ثم قال له أدبر فادبر، فقال: شمائل رسول الله ورب الكعبة، ثم قال يابني رسول الله يقرؤك السلام فقال على رسول الله صلى الله عليه وآله السلام مادامت السماوات والارض وعليك ياجابر بما بلغت السلام فقال له جابر ياباقر أنت الباقر حقا أنت الذي تبقر العلم بقرا ثم كان جابر يأتيه فيجلس بين يديه فيعلمه وبما غلط جابر فيما يحدث به عن رسول الله صلى الله عليه وآله فيرد عليه ويذكره فيقبل ذلك منه ويرجع إلى قوله وكان يقول ياباقر يا باقر يا باقر أشهد بالله إنك قد أوتيت الحكم صبيا.[30]
- إن جابر بن عبد الله الانصاري كان آخر من بقي من أصحاب رسول الله وكان رجلا منقطعا إلينا أهل البيت وكان يقعد في مسجد رسول الله صلى الله عليه وآله وهو معتجر بعمامة سوداء وكان ينادي يا باقر العلم، يا باقر العلم، فكان أهل المدينة يقولون: جابر يهجر، فكان يقول: لا والله ما أهجر ولكني سمعت رسول الله صلى اله عليه وآله يقول: إنك ستدرك رجلا مني اسمه اسمي وشمائله شمائلي، يبقر العلم بقرا، فذاك الذي دعاني إلى ما أقول، قال: فبينا جابر يتردد ذات يوم في بعض طرق المدينة إذ مر بطريق في ذاك الطريق كتاب فيه محمد بن علي فلما نظر إليه قال: يا غلام أقبل فأقبل ثم قال له: أدبر فأدبر ثم قال: شمائل رسول الله صلى الله عليه وآله والذي نفسي بيده، يا غلام ما اسمك؟ قال: اسمي محمد بن علي بن الحسين، فأقبل عليه يقبل رأسه.[31]

## من وصاياه وحكمه
- أيّها الناس : أين تذهبون؟ وأين يراد بكم؟ بنا هدى الله أوّلكم، وبنا ختم آخركم، فإن يكن لكم ملك معجّل فإنّ لنا ملكاً مؤجّلاً، وليس بعد ملكنا ملك، لأنّا أهل العاقبة، يقول الله عزّ وجل : (والعاقبة للمتقين).
- يا ذي الهيئة المعجبة، والهيم المعطنة : ما لي أراكم أجسامكم عامرة، وقلوبكم دامرة، أمّا والله لو عاينتم ما أنتم ملاقوه، وانتم إليه صائرون، لقلتم: (يَا لَيْتَنَا نُرَدُّ وَلاَ نُكَذِّبَ بِآيَاتِ رَبِّنَا وَنَكُونَ مِنَ الْمُؤْمِنِينَ).
- أوصيك بخمس: إن ظلمت فلا تظلم، وإن خانوك فلا تخن، وإن كذبت فلا تغضب، وإن مدحت فلا تفرح، وإن ذممت فلا تجزع، وفكّر فيما قيل فيك، فإن عرفت من نفسك ما قيل فيك فسقوطك من عين الله جلّ وعزّ عند غضبك من الحق أعظم عليك مصيبة ممّا خفت من سقوطك من أعين الناس، وإن كنت على خلاف ما قيل فيك، فثواب اكتسبته من غير أن يتعب بدنك.

## وفاته

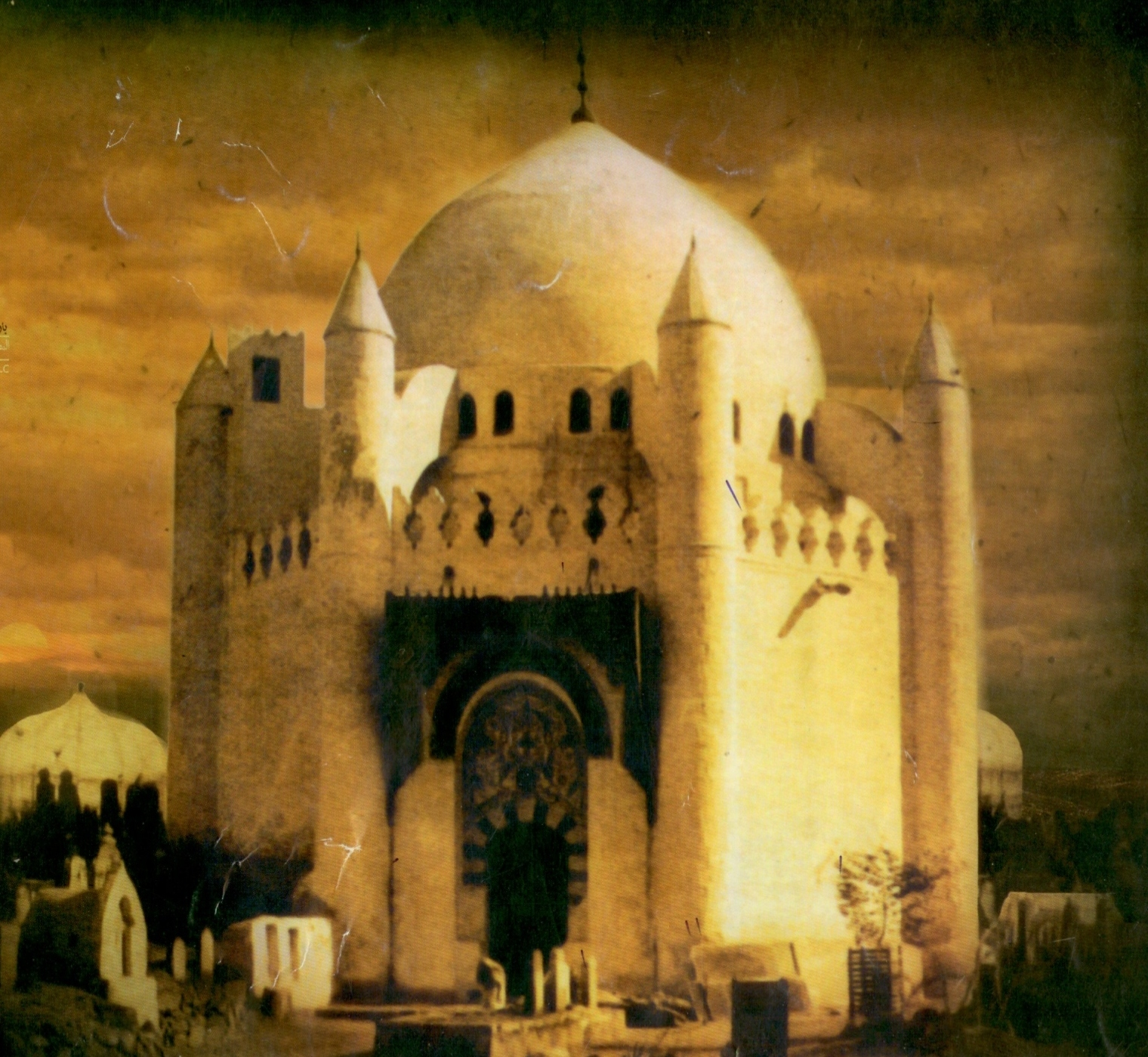
ضريح الإمام الباقر في البقيع قبل إزالته عام 1925

توفي في عصر الخليفة الأموي هشام بن عبد الملك سنة 114 هـ مسموماً على يد هشام وقيل على يد إبراهيم بن الوليد بأمر الأخير حَسّب روايات الشيعة، حيثُ لا يعتقد مؤرخو أهل السنة والجماعة بذلك.

## الكتب
- باقر شريف القرشي، حياة الإمام محمّد الباقر عليه السلام دراسة وتحليل (الطبعة الأولى: 1413 هـ.ق). دار البلاغة.
- علي موسى الكعبي، الإمام أبو جعفر الباقر عليه السلام سيرة وتاريخ (الطبعة الأولى: 1430 هـ.ق). مركز الرسالة.
- ابن عنبة- عمدة الطّالب في أنساب آل أبي طالب. منشورات الشريف الرضي.
- ابن جرير الطبري الإمامي- دلائل الإمامة.
- فضل بن حسن الطبرسي، إعلام الورى بأعلام الهدى. مؤسسة آل البيت عليهم السلام لإحياء التراث.
- ابن شهرآشوب، المناقب لابن شهرآشوب. مؤسسة انتشارات علامة.
- ابن خلكان، وفيات الأعيان

## وصلات خارجية
- محمد الباقر للشيخ الدكتور محمد بن موسى الشريف على يوتيوب
- الإمام محمد الباقر

| ألقاب شيعيَّة           | ألقاب شيعيَّة                                   | ألقاب شيعيَّة      |
| --------------------- | --------------------------------------------- | ---------------- |
| سبقه علي زين العابدين | خامس الأئمة عند الشيعة الإثنا عشرية 713 – 743 | تبعه جعفر الصادق |